# Жасминовий колір

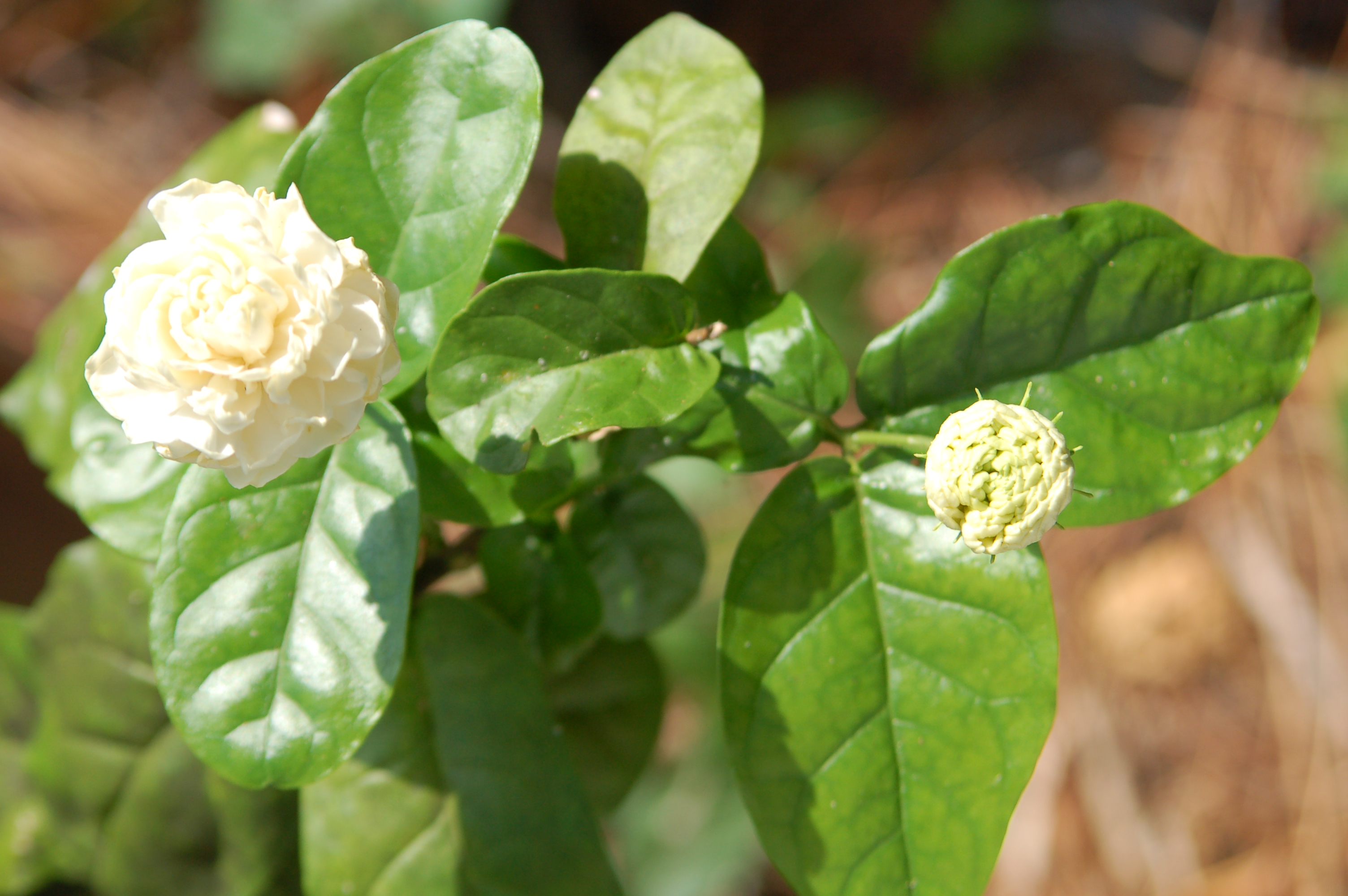
Приклад жасминового кольору: Квітка сорту жасмину індійського з незакритим бутоном. Квітка має запах чаю, коли розкривається.

Жасми́новий ко́лір — це блідий відтінок жовтого кольору, зображений праворуч. Він нагадує середнє забарвлення більш жовтуватої нижньої частини блідо-жовтувато-білої квітки жасмину. Перше документальне використання жасминового кольору англійською мовою (англ. jasmine) датоване 1925 роком.

## У культурі

### Політика
- Революцію у Тунісі 2010—2011 років, яка була кольоровою революцією, називають Жасминовою революцією. Вона розпочалася як кампанія громадянського спротиву в Тунісі у грудні 2010 року. Її вважають початком Арабської весни. Причиною виникнення назви «Жасминова революція» було те, що жасмин — національна квітка Тунісу.